# Прокопович Борис Миронович
Прокопо́вич Бори́с Миро́нович (13 липня 1929, с. Кутрів, Гороховський повіт, Волинське воєводство, Польська республіка — 19 лютого 1980, Полтава, УРСР) — український режисер, Народний артист Української РСР (1977).

## Біографія
Народився на Волині, у селі Кутрів, (тепер Горохівського району Волинської області України).
Після закінчення 1953 року Харківського державного театрального інституту працював режисером (з 1965 — головним режисером) Полтавського українського музично-драматичного театру ім. М. В. Гоголя.
Помер і похований у Полтаві.

## Творчість
Вистави: «Наталка Полтавка» Івана Котляревського (музика Миколи Лисенка), «Вій» Марка Кропивницького (за Микололю Гоголем), «Платон Кречет» Олександра Корнійчука, «Нескорена полтавчанка» Петра Лубенського, «Живий труп» Льва Толстого, «Комуніст» Євгена Габриловича, «Анджело — тиран Падуанський» Віктора Гюго та інші.
На початку 1970-тих років вистава «Сім'я» Івана Попова у постановці Бориса Прокоповича одержала низку нагород всесоюзного і республіканського значення.